# بنكسية صخرية
بنكسية صخرية (الاسم العلمي: Banksia saxicola) هي نوع نباتي يتبع جنس البنكسية من فصيلة البروطية.